# 333259 Wayland
333259 Wayland è un asteroide della fascia principale esterna. Scoperto nel 2008, presenta un'orbita caratterizzata da un semiasse maggiore pari a 3,161815 UA e da un'eccentricità di 0,067077, inclinata di 9,814484° rispetto all'eclittica.
Fa parte della famiglia di asteroidi Veritas.
Wayland D. Connelly è un ingegnere meccanico statunitense che ha lavorato nel team di conservazione della missione OSIRIS-REx per il recupero di campioni da un asteroide. Ha sviluppato strumenti, attrezzature da laboratorio e isolatori a guanto che hanno permesso di estrarre e mantenere il materiale campione dell'asteroide in un ambiente incontaminato.